# BA-CA-TennisTrophy 2007
BA-CA-TennisTrophy 2007 — тенісний турнір, що проходив на кортах з твердим покриттям у місті Відень, Австрія з 8 жовтня . Належав до категорії International Series Gold, був турніром серії Vienna Open 2007 року.

## Фінальна частина

### Одиночний розряд
Новак Джокович —  Стен Вавринка 6–4, 6–0

### Парний розряд
Маріуш Фирстенберг /  Марцин Матковський —  Томас Беренд /  Крістофер Кас 6–4, 6–2